# Arthur Conti

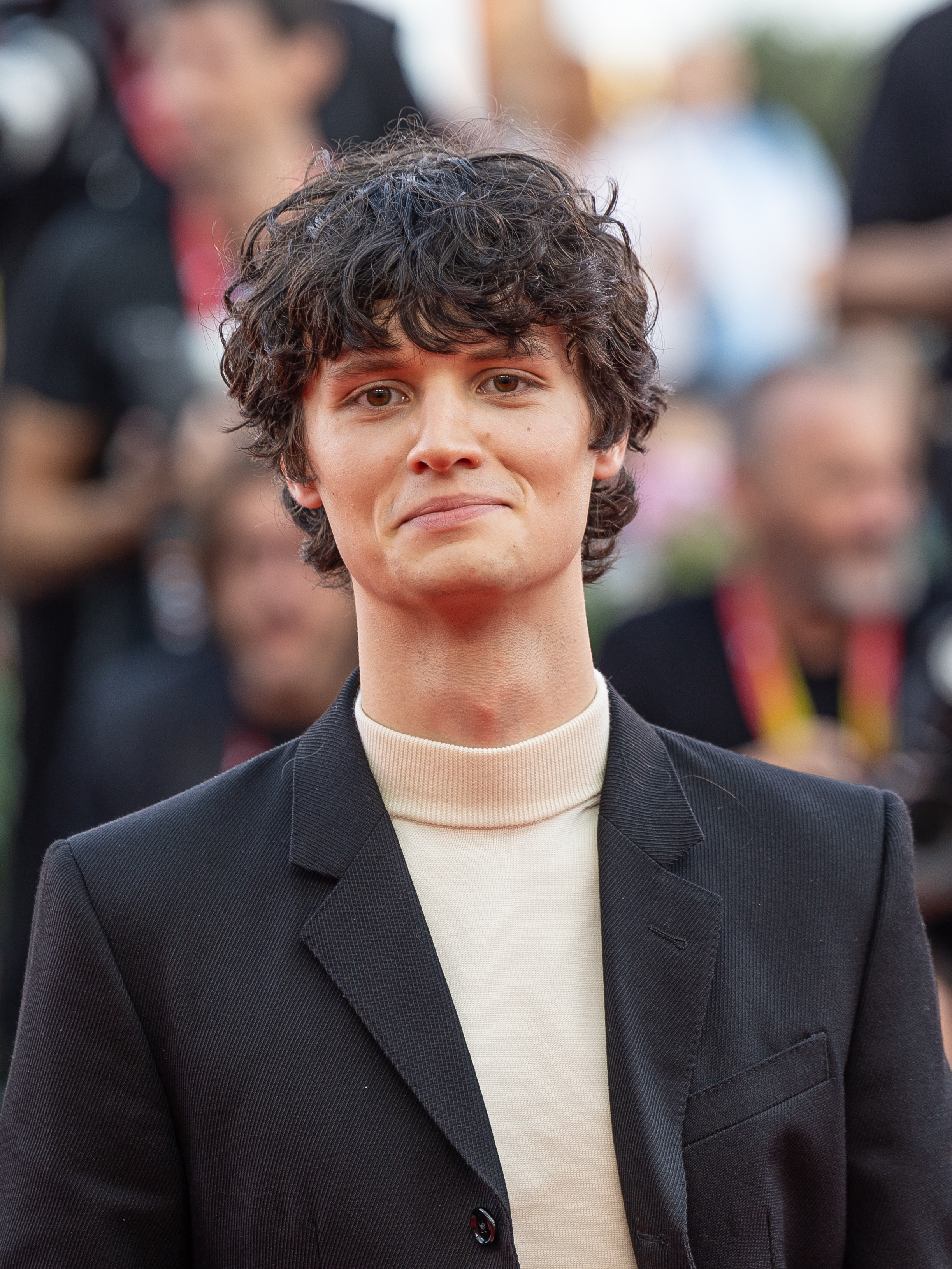
Arthur Conti

Arthur Stanley Conti (* 2004 in London Borough of Camden) ist ein britischer Schauspieler.

## Leben und Karriere
Conti wurde im Jahr 2004 in London Borough of Camden geboren. Seine Mutter ist die Komikerin und Bauchrednerin Nina Conti, sein Großvater der Schauspieler Tom Conti. Er begann seine Laufbahn als Mitglied des National Youth Theatre und trat dort in Bühnenstücken wie Crazy for You auf, bevor er 2022 seine Fernsehkarriere als Page der Königin in einer Episode der Serie House of the Dragon startete. Bekanntheit erlangte er 2024 mit seiner Rolle in dem Film Beetlejuice Beetlejuice.

## Filmografie
- 2022: House of the Dragon (Fernsehserie, 1 Episode)
- 2024: Beetlejuice Beetlejuice